# Джо Спінелл
Джо Спінелл (англ. Joe Spinell; 28 жовтня 1936 — 13 січня 1989) — американський актор.

## Біографія
Джозеф Джей Спаньоло народився 28 жовтня 1936 року в сімейній квартирі в маленькій Італії на 2-й авеню Мангеттену. Батьки були італійськими емігрантами, він був останнім з шести дітей. Його батько Пелегріно Спаньоло (1892–1950) помер від хвороби печінки та нирок. Його мати Філомена Спаньоло (1903–1987) була актрисою, грала в епізодичних ролях, вона знялася в кількох фільмах разом з сином. Через кілька років після смерті батька переїхав з матір'ю і старшим братом у Вудсайд у Квінсі, де і прожив решту життя, більшу частину якого хворів на гемофілію і хронічну астму.
Спіннел часто знімався в ролях злочинців. Найбільш відомі його ролі: мафіозо Віллі Чічі у фільмах «Хрещений батько» і «Хрещений батько 2», чорний лихвар Тоні Гаццо у фільмах «Роккі» і «Роккі 2». Зіграв головну роль серійного вбивці та став співавтором сценарію у фільмі «Маніяк» (1980). Планувалося що він зніметься в сиквелі фільму.
Спінелл був одружений з кінозіркою Джин Дженнінгс (1957–2011) з лютого 1977 по липень 1979. У них народилася одна дочка.
Джо Спінелл помер у своїй квартирі 13 січня 1989 року в Нью-Йорку від серцевого нападу. Був похований на кладовищі Келвері у Квінсі.

## Фільмографія
| Рік       |   | Українська назва                   | Оригінальна назва                   | Роль                                     |
| --------- | - | ---------------------------------- | ----------------------------------- | ---------------------------------------- |
| 1972      | ф | Хрещений батько                    | The Godfather                       | Віллі Чічі                               |
| 1973      | ф | Поліцейські і розбійники           | Cops and Robbers                    | Марті                                    |
| 1973      | ф |                                    | The Seven-Ups                       | Торедано                                 |
| 1974      | ф | Хрещений батько 2                  | The Godfather Part II               | Віллі Чічі                               |
| 1975      | ф |                                    | Rancho Deluxe                       | Містер Коулсон                           |
| 1975      | ф | Прощавай, моя красуне              | Farewell, My Lovely                 | Нік                                      |
| 1975      | ф |                                    | 92 in the Shade                     | Оллі Слатт                               |
| 1976      | ф | Наступна зупинка — Гринвіч-Вілледж | Next Stop, Greenwich Village        | поліцейський                             |
| 1976      | ф | Таксист                            | Taxi Driver                         | кадровий працівник                       |
| 1976      | ф | Залишайся голодним                 | Stay Hungry                         | Джабо                                    |
| 1976      | ф | Роккі                              | Rocky                               | Гаццо                                    |
| 1977      | ф | Чаклун                             | Sorcerer                            | Спайдер                                  |
| 1978      | ф |                                    | Nunzio                              | Анджело                                  |
| 1978      | ф |                                    | Big Wednesday                       | психолог                                 |
| 1978      | ф | Райська алея                       | Paradise Alley                      | Барп                                     |
| 1978      | ф |                                    | The One Man Jury                    | Міка Абатіно                             |
| 1978      | ф |                                    | Starcrash                           | Граф Зарт Арн                            |
| 1979      | ф |                                    | Last Embrace                        | людина в Кантіні                         |
| 1979      | ф |                                    | Winter Kills                        | Артур Флетчер                            |
| 1979      | ф | Роккі 2                            | Rocky II                            | Гаццо                                    |
| 1979      | ф |                                    | The Little Dragons                  | Янсі                                     |
| 1980      | ф | Розшукуючий                        | Cruising                            | патрульний Дісаймон                      |
| 1980      | ф |                                    | The Ninth Configuration             | лейтенант Спінелл                        |
| 1980      | ф |                                    | Forbidden Zone                      | матрос                                   |
| 1980      | ф | Маніяк                             | Maniac                              | Френк Зіто                               |
| 1980      | ф | Брубейкер                          | Brubaker                            | Флойд Бердвелл                           |
| 1980      | ф |                                    | Melvin and Howard                   | власник клубу                            |
| 1980      | ф |                                    | The First Deadly Sin                | Чарльз Ліпський                          |
| 1981      | ф | Нічні яструби                      | Nighthawks                          | лейтенант Мунафо                         |
| 1982      | ф |                                    | National Lampoon Goes to the Movies | Агент талантів / Beauty Show M.C.        |
| 1982      | ф | Нічна зміна                        | Night Shift                         | Манетті                                  |
| 1982      | ф |                                    | The Last Horror Film                | Вінні Дюран                              |
| 1982      | ф |                                    | Monsignor                           | батько нареченої                         |
| 1982      | ф |                                    | One Down, Two To Go                 | Джо Спанглер                             |
| 1983      | ф | Карателі                           | Vigilante                           | Айзенберг                                |
| 1983      | ф | Втрачаючи це                       | Losin' It                           | прикордонник                             |
| 1983      | ф | Еврика                             | Eureka                              | Піт                                      |
| 1986      | ф | Гульвіси                           | The Whoopee Boys                    | Ґвідо Антонуччі                          |
| 1986      | ф | Маніяк 2: Містер Роббі             | Maniac 2: Mr. Robbie                | Містер Роббі                             |
| 1986—1987 | с | Нічне спека                        | Night Heat                          | Томмі Енджел / Карлуччі / Джозеф Латімер |
| 1987      | ф | Смертельна ілюзія                  | Deadly Illusion                     | вбивця                                   |
| 1988      | ф | Одружена з мафією                  | Married to the Mob                  | Леонард «Тіптоус» Мазіллі                |
| 1989      | ф | Швидкий вогонь                     | Rapid Fire                          | Гансен                                   |